# Roßkopf (Soodener Bergland)
Der Roßkopf ist mit 482,4 m ü. NHN der höchste und zudem zentrale Berg des Soodener Berglandes. Er liegt bei Kammerbach im Werra-Meißner-Kreis im Nordosten Hessens (Deutschland).
Der Gipfel des Berges liegt auf seiner Nordostkuppe (482,4 m), und auf der Südwestkuppe (440,2 m) steht der Aussichtsturm Roßkopf.

## Geographie

### Lage
Der Roßkopf erhebt sich im Geo-Naturpark Frau-Holle-Land (Werratal.Meißner.Kaufunger Wald) im Stadtgebiet von Bad Sooden-Allendorf. Sein Gipfel liegt 1,8 km nordnordöstlich von Kammerbach, 2,3 km nordöstlich von Hilgershausen, 3,5 km westnordwestlich der Kernstadt von Bad Sooden-Allendorf, 2 km westlich von Ahrenberg und 3 km südsüdwestlich von Oberrieden.

### Naturräumliche Zuordnung
Der Roßkopf gehört in der naturräumlichen Haupteinheitengruppe Osthessisches Bergland (Nr. 35), in der Haupteinheit Unteres Werrabergland (Unteres Werraland; 358) und in der Untereinheit Unterwerrasattel (358.0) zum Naturraum Soodener Bergland (358.02). Die Landschaft fällt nach Südwesten in den Naturraum Meißnervorland (358.03) ab.

### Fließgewässer
Westlich vorbei am Roßkopf fließt der Werra-Zufluss Oberrieder Bach, der vom südwestlich des Berges entspringenden Brückenbach und von zwei auf dem Nordhang quellenden Bächen gespeist wird. Auf dem Osthang entspringt der Dohrenbach und etwas nordöstlich davon der Ahrenbach, die beide in den Werra-Seitenkanal Solgraben münden.

## Schutzgebiete
Auf dem bewaldeten Roßkopf liegen Teile des Fauna-Flora-Habitat-Gebiets Werra- und Wehretal (FFH-Nr. 4825-302; 244,8191 km² groß). Die Landschaft fällt nach Westen in das Landschaftsschutzgebiet Riedbachtal (CDDA-Nr. 555547208; 96,54 ha) ab.

## Aussichtsturm Roßkopf
Auf der Südwestkuppe des Roßkopfs steht der Aussichtsturm Roßkopf (Roßkopfturm; ⊙). Er wurde 1950 errichtet und vom Werratal-Verein betreut. Der Ausblick ist nach Süden völlig frei und reicht über Kammerbach und die Gemeinden Berkatal sowie Meißner bei guten Sichtverhältnissen bis zum Heldrastein, dem Großen Inselsberg, zur Wasserkuppe und zur Milseburg. Im Südwesten dominiert das Massiv des Hohen Meißner. Nach Osten und Westen ist der Ausblick durch Bäume stark eingeschränkt. Nach Norden hin sind durch eine Schneise zwischen den Bäumen die Burg Hanstein und Teile des thüringischen Eichsfelds mit dem Höheberg zu erkennen.

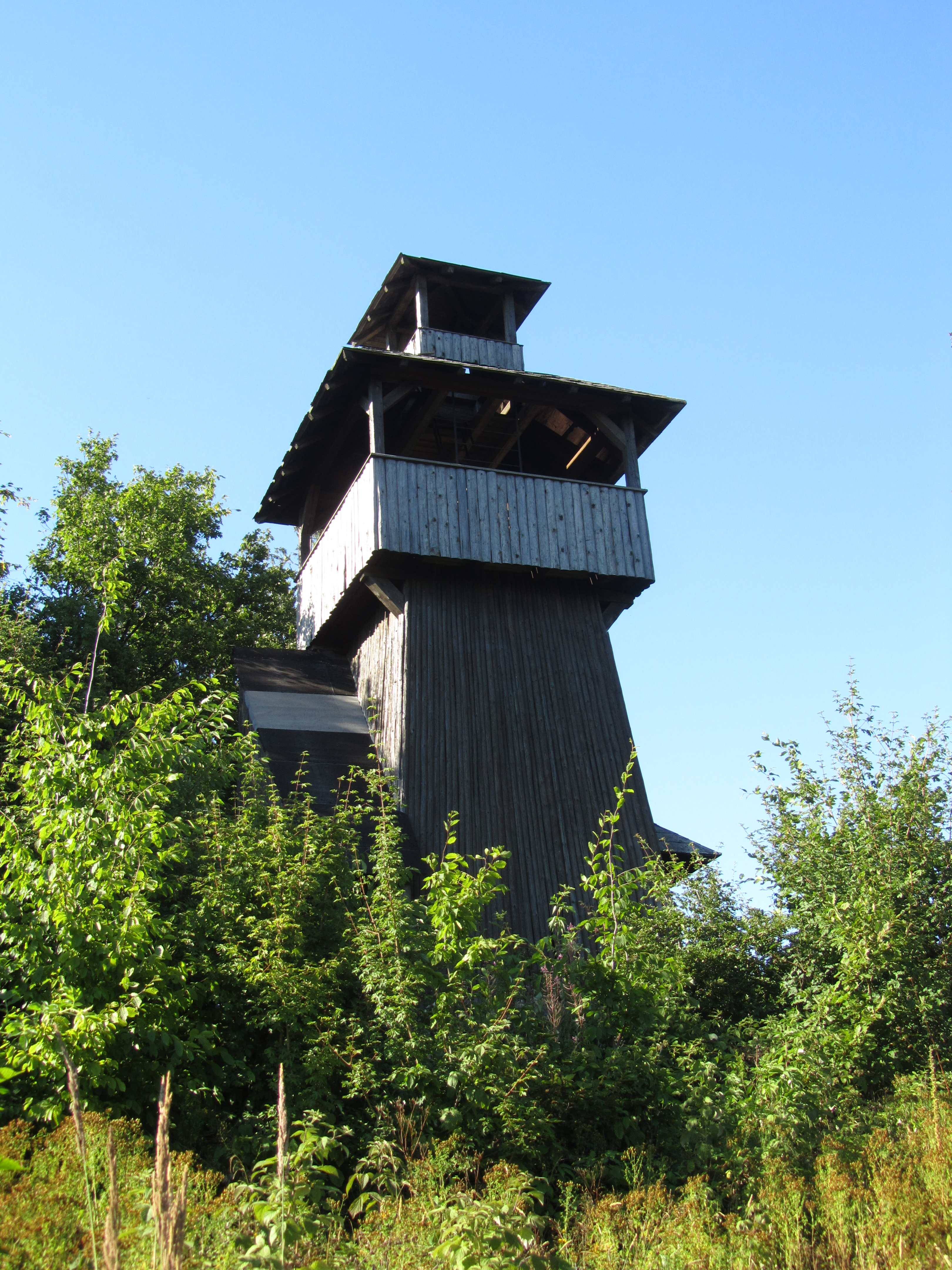
Roßkopfturm
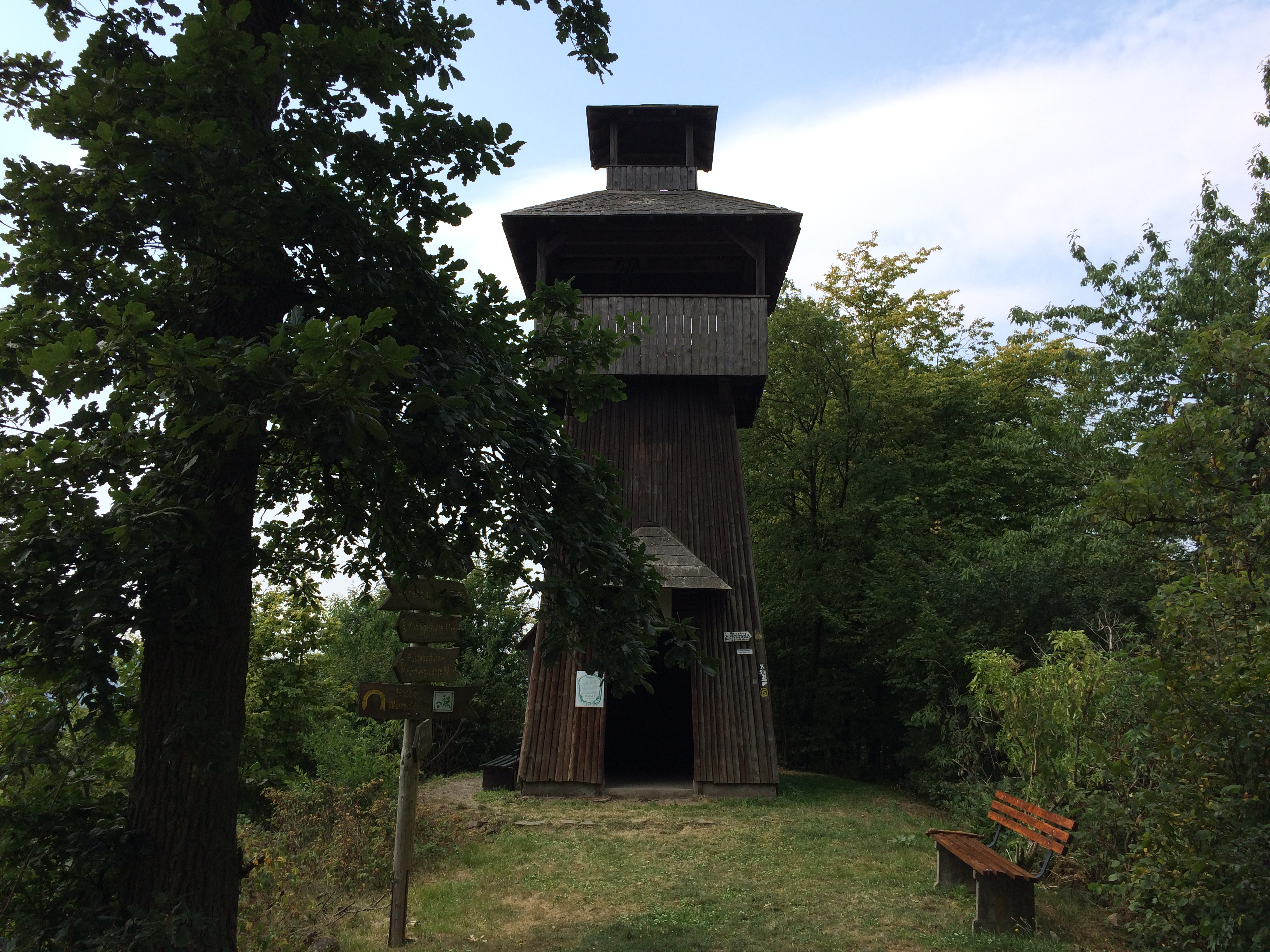
Aussichtsturm Roßkopf
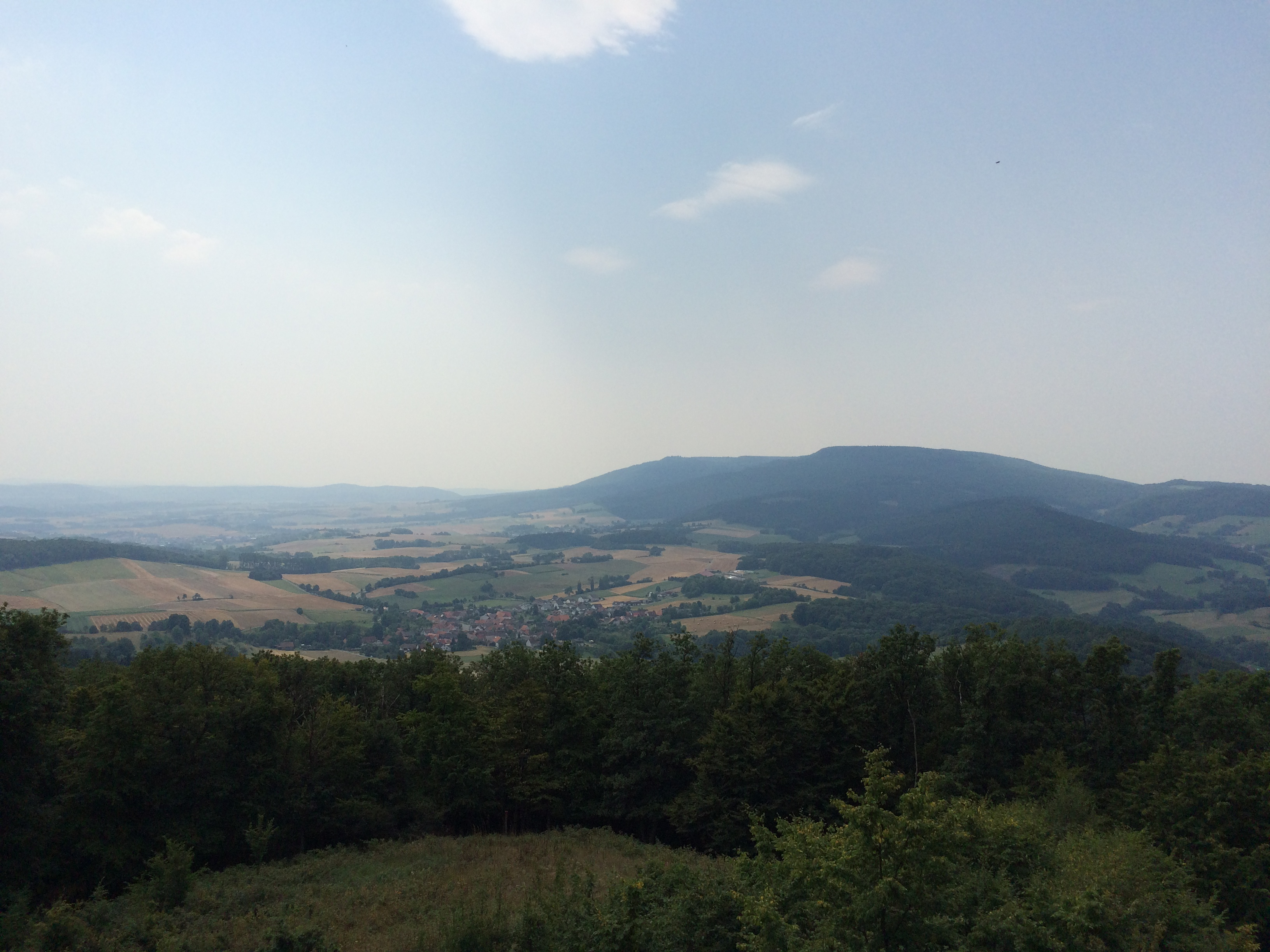
Aussicht vom Roßkopfturm über Kammerbach hinweg zum Hohen Meißner

## Sonstiges
Der Roßkopf ist eine Kuppe aus Sandstein, die von Karst durchbrochen wurde. Auf dem Übergangsbereich zum nordöstlich befindlichen Solberg (339,8 m) steht die als Naturdenkmal ausgewiesene Jägereiche, und auf dem Südhang eines 467,1 m hohen Südostausläufers befindet sich die Felsformation Weiberstein.

## Verkehr und Wandern
Von Bad Sooden-Allendorf führt südlich des Roßkopfs die Landesstraße 3239 nach Kammerbach. Dort zweigt die L 3301 ab, die südwestlich des Berges nach Hilgershausen verläuft. Zwischen Kammerbach und Hilgershausen zweigt von dieser Straße die L 3240 ab, die westlich des Berges nach Oberrieden führt.
Über den Roßkopf verlaufen der Europäische Fernwanderweg E6, der Werra-Burgen-Steig und der Roßkopfrundweg sowie der Hauptwanderweg 21 des Werratalvereins. Hinauf führt auch Wanderweg R, der am Wandererparkplatz Breite Hecke (am Abzweig L 3422 von der L 3239) beginnt. Auf dem Südosthang steht etwa 300 m ostnordöstlich des Weibersteins eine Schutzhütte.